# Independence (Wisconsin)
Independence è una città degli Stati Uniti d'America, situata in Wisconsin, nella Contea di Trempealeau.